# Cisticola cantans
Cisticola cantans là một loài chim trong họ Cisticolidae.
Loài này được tìm thấy ở Benin, Burkina Faso, Burundi, Cameroon, Cộng hòa Trung Phi, Chad, Cộng hòa Dân chủ Congo, Bờ Biển Ngà, Eritrea, Ethiopia, Gambia, Ghana, Guinea, Guinea-Bissau, Kenya, Liberia, Malawi, Mali, Mozambique, Niger, Nigeria, Rwanda, Senegal, Sierra Leone, Sudan, Tanzania, Togo, Uganda, Zambia và Zimbabwe.
Môi trường sống tự nhiên của nó là rừng khô nhiệt đới hoặc cận nhiệt đới và đất cây bụi khô nhiệt đới hoặc cận nhiệt đới.